# Landmvrks
Landmvrks ist eine 2014 gegründete Metalcore-Band aus der französischen Metropole Marseille.

## Geschichte
Gegründet wurde die Band im Jahr 2014 unter dem Namen „Coldsight“ von Florent Salfati und Nicolas Soriano. Salfati, welcher anfangs als Gitarrist eingeplant war, war zu der Zeit der Gründung Sänger in der Band Hate in Front. Nachdem die Suche eines passenden Frontsängers nicht erfolgreich verlaufen war, wurde Salfati auf den Sängerposten beordert. Zu diesem Zeitpunkt war die Besetzung der Gruppe mit der Aufnahme von Bassist Rudy Purkart und Gitarrist Thomas Lebreton fast komplett. Nachdem Salfati zum Sänger der Gruppe ernannt worden war, erhielt Nicolas Exposito den frei gewordenen Platz als zweiter Gitarrist. Kurz darauf erhielt die Gruppe ihren heutigen Namen „Landmvrks“.
Lebreton verließ die Band im Jahr 2017 und wurde durch Paul Cordebard an der Gitarre ersetzt. Soriano, der die Gruppe gemeinsam mit Salfati ins Leben gerufen hatte, stieg 2019 aus. Neuer Schlagzeuger wurde Kévin D’Agostino. Nachdem die Band in den ersten Jahren nach ihrer Gründung hauptsächlich Singleveröffentlichungen hervorbrachte, erschien mit Hollow das erste Album der Gruppe. Im gleichen Jahr spielten Landmvrks erstmals auf dem Hellfest. Der Auftritt wurde aufgezeichnet und als Live-Album veröffentlicht. 2018 erschien, nachdem die Musiker einen Plattenvertrag mit dem deutschen Label Arising Empire unterschrieben hatten, mit Fantasy das zweite Album der Gruppe. 2021 folgte das dritte Studioalbum Lost in the Waves. Es erreichte mit Platz 17 erstmals eine Chartplatzierung in den deutschen Albumcharts.
Landmvrks tourten mit Any Given Day durch Europa und spielten zudem Konzerte in Japan als Vorband von Polaris. Eine Europatour, die 2020 ausgetragen werden sollte, musste aufgrund des Ausbruchs des SARS-CoV-2-Virus und der damit verbundenen weltweit grassierenden COVID-19-Pandemie um zwei Jahre verschoben werden und wurde im Frühjahr 2022 nachgeholt. Im Herbst 2022 tourten sie mit Miss May I durch die Vereinigten Staaten. Am 25. April 2025 ist ihr neues und damit viertes Album namens The Darkest Place I've Ever Been erschienen.

## Stil
Auf dem Drittling Lost in the Waves spielen Landmvrks eine musikalische Mischung aus Metalcore, Hardcore Punk, pop-lastigem Punk-Rock mit vereinzelten Hip-Hop-artigen Einflüssen. Dabei erinnere die Musik kurzzeitig an die Landsmänner von Gojira.
Auf dem zuvor veröffentlichten Album Fantasy konnten Gruppen wie Bring Me the Horizon, Architects und A Day to Remember ausgemacht werden. Bereits auf diesem Werk waren Einflüsse des Nu-Metal vorhanden. Auf dem Debütalbum Hollow wurden, laut Rezensentin Nadine Schmidt von Metal.de, Hundredth und die älteren Architects-Veröffentlichungen als Inspirationsquelle herangezogen und mit dezenten Djent-Einschüben versehen.
Die Shouts von Florent Salfati erinnern an die Hardcore-Veteranen von Comeback Kid bzw. den Genre-Senkrechtstartern von Knocked Loose. Auf Lost in the Waves werden Salfati sogar gesangliche Ähnlichkeiten zu Chester Bennington attestiert.

## Diskografie
Studioalben

| Jahr | Titel Musiklabel                                                   | Höchstplatzierung, Gesamtwochen, AuszeichnungChartplatzierungen (Jahr, Titel, Musiklabel, Platzierungen, Wochen, Auszeichnungen, Anmerkungen) | Höchstplatzierung, Gesamtwochen, AuszeichnungChartplatzierungen (Jahr, Titel, Musiklabel, Platzierungen, Wochen, Auszeichnungen, Anmerkungen) | Höchstplatzierung, Gesamtwochen, AuszeichnungChartplatzierungen (Jahr, Titel, Musiklabel, Platzierungen, Wochen, Auszeichnungen, Anmerkungen) | Anmerkungen                            |
| Jahr | Titel Musiklabel                                                   | FR | DE | AT | Anmerkungen                            |
| ---- | ------------------------------------------------------------------ | --- | --- | --- | -------------------------------------- |
| 2016 | Hollow Eigenproduktion                                             | — | — | — | Erstveröffentlichung: 10. Mai 2016     |
| 2018 | Fantasy Arising Empire, SharpTone Records                          | — | — | — | Erstveröffentlichung: 19. Oktober 2018 |
| 2021 | Lost in the Waves Arising Empire, SharpTone Records                | — | DE17 (1 Wo.)DE | — | Erstveröffentlichung: 19. März 2021    |
| 2025 | The Darkest Place I’ve Ever Been Arising Empire, SharpTone Records | FR84 (… Wo.)FR | DE6 (1 Wo.)DE | AT10 (1 Wo.)AT | Erstveröffentlichung: 25. April 2025   |

Livealben
- 2016: Live at Hellfest (Eigenproduktion)
- 2019: Live at Espace Julien (Arising Empire, SharpTone Records)